# 경비부
경비부(일본어: 警備府 게이비부[*], 영어: Guard District 가드 디스트릭트[*])는 일본 제국 해군의 진수부의 업무 부담을 줄이고 분배하기 위해 요항부를 개편하고 권한을 늘린 기관이다. 함대의 해군 경비구와 해역의 근거지대로서 경비부의 장인 사령장관 직위는 친보직으로서 해군 중장이 임명되었다.

## 역사
1941년 11월 20일, 태평양 전쟁에 앞서 갖춘 새로운 편제이자 기관으로 총 4개의 요항부는 경비부로 개편되었다.
1940년 3월 15일에 설립된 오사카 해군부도 경비부로 개편되었다. 1941년 4월 10일에 하이난섬 특별근거지대가 경비부로 재편성되었으나, 하이난섬의 방비, 자원 개발 및 취득, 군정을 맡는 총독부와 비슷한 기관으로서 다른 경비부와 다르게 운영되었다.
1942년 1월 15일에 뤼순 경비부는 폐지되고, 1943년 4월 1일, 마궁 경비부는 마궁 제도에서 대만섬의 다카오로 건너가 다카오 경비부로 개명되었다.
일본군이 항복하고 종전을 맞이한 이후의 1945년 11월 30일, 일본 외지의 중국와 조선반도, 일본 내지의 경비부가 폐지되고, 대만섬의 다카오 경비부는 이듬해 1946년 4월 30일에 폐지되므로서 모든 경비부의 운영은 종료되었다.

## 편제 구조
- 부서
  - 경리부
  - 의무부
  - 공작부
  - 법무부
  - 인사부
  - 군수부
  - 항무부
  - 운송부
- 부대
  - 해병단

진수부와는 달리, 고유 함정, 경비전대와 방비전대가 없고 해군공창 대신 공작부를 두고 있다.

## 목록
- 내지
  - 오미나토 경비부 - 일본 아오모리현; 1950년 12월 1일
  - 오사카 경비부 - 일본 오사카부; 1940년 3월 15일
- 외지
  - 마궁 경비부 - 마궁; 1901년 7월 4일
  - 뤼순 경비부 - 중국 뤼순커우; 1914년 4월 1일
  - 진해 경비부 - 조선반도 진해; 1916년 4월 1일
  - 하이난섬 경비부 - 중국 하이난섬 1941년 4월 10일

## 같이 보기
- 진수부
- 요항부

## 참고

### 인용
1. ↑  大正12年3月26日 軍令海第一號 警備府令 第八條「警備府ニ司令長官ヲ置ク司令長官ハ親補トス」
2. ↑  防衛研究所. 《日本海軍海南島占領·統治》 (일본어) 2 1판. 117쪽.

### 자료
- 小池猪一 (1985). 《図説総覧海軍史事典》 (일본어). 国書刊行会쪽.
- 海軍歴史保存会 (1995). 《日本海軍史》 (일본어) 7. 第一法規出版.
- 秦郁彦 (2005). 《日本陸海軍総合事典》 (일본어) 2판. 東京大学出版会.